# Javier del Río Alba

Wappen von Javier Augusto Del Rio Alba

Javier Augusto del Río Alba (* 22. Dezember 1957 in Lima, Peru) ist Erzbischof von Arequipa.

## Leben
Javier del Río Alba empfing am 14. Dezember 1983 das Sakrament der Priesterweihe und wurde in den Klerus des Bistums Callao inkardiniert. Er gehört der Bewegung des Neokatechumenalen Weges an.
Am 12. Oktober 2004 ernannte ihn Papst Johannes Paul II. zum Titularbischof von Phelbes und bestellte ihn zum Weihbischof in Callao. Der Bischof von Callao, Miguel Irízar Campos CP, spendete ihm am 21. November desselben Jahres die Bischofsweihe; Mitkonsekratoren waren der Erzbischof von Lima, Juan Luis Kardinal Cipriani Thorne, und der Apostolische Nuntius in Peru, Erzbischof Rino Passigato. Am 11. Juli 2006 ernannte ihn Papst Benedikt XVI. zum Koadjutorerzbischof von Arequipa. Javier del Río Alba wurde am 21. Oktober 2006 als Nachfolger von José Paulino Ríos Reynoso, der aus Krankheitsgründen zurücktrat, Erzbischof von Arequipa.

## Wahlspruch
Der bischöfliche Wahlspruch „Surgite eamus“ (lat.: „Steht auf, lasst uns gehen!“, Matthäus 26,46 ) ist der Passionsgeschichte entnommen.